# Otto Weismüller
Otto Philipp Julius Weismüller (* 16. Juli 1866 in Bous (Saar); † 4. Januar 1933 in Köln) war ein preußischer Oberregierungsrat und Landrat.

## Leben
Otto Weismüller war ein Sohn des Gemeindeförsters Edmund Georg Matthias Weismüller und dessen Ehefrau Angela, geb. Arweiler. Zunächst besuchte er eine Volksschule und im Anschluss ein Gymnasium, das er jedoch aus gesundheitlichen Gründen ab der Unterprima aufgeben musste. Nach einer 1 ½-jährigen Ausbildung im praktischen Forstdienst besuchte er ein Gymnasium in Arnsberg, worauf er im Herbst 1889 seine Reifeprüfung ablegte. Dem folgte ein Studium der Rechts- und Staatswissenschaften in München, Paris, Berlin und Bonn. 1893 wurde er zunächst Gerichtsreferendar und ab 1895 war er als Regierungsreferendar bei der Regierung Trier tätig. Am 30. Juni 1900 wurde er Regierungsassessor, worauf er vertretungsweise die Verwaltung des Landratsamtes Wongrowitz übernahm. Ab dem 19. September 1900 war er Hilfsarbeiter bei den Landratsämtern Lennep respektive ab dem 12. Januar 1901 in Iserlohn. Am 1. April 1902 ließ er sich beurlauben, um für die Geschäftsführung der Landwirtschaftskammer Westfalen tätig zu werden. Am 11. Dezember 1906 wurde er per Erlass zum kommissarischen Landrat des Kreises Daun ernannt, die Amtsübernahme erfolgte am 1. Januar 1907. Im Januar 1922 wurde er von der Interalliierten Rheinlandkommission (IRKO) seines Amtes enthoben und nachfolgend mittels Bestallung am 4. August 1922 zum Regierungsrat in Sonderstellung ernannt. Ab August 1922 war er bei der Regierung Hildesheim tätig, wo er 1923 zum Oberregierungsrat ernannt wurde. Im September 1924 wechselte er zur Regierung Köln und wurde dort zum 1. Januar 1929 in die Rente verabschiedet.

## Politik
Weismüller war im Jahr 1920 Abgeordneter im Provinziallandtag der Rheinprovinz für Daun.

## Familie
Weismülller heiratete am 30. September 1901 in Trier Maria, geb. Schmitz (* 21. August 1874), Tochter des vormaligen Apothekers Peter Joseph Schmitz aus Trier und dessen Ehefrau Fanny, geb. Emond.